# Коголло-Ченджо
Коголло-дель-Ченджо (итал. Cogollo del Cengio) — коммуна в Италии, располагается в провинции Виченца области Венеция.
Население составляет 3448 человек, плотность населения составляет 92 чел./км². Занимает площадь 36,24 км². Почтовый индекс — 36010. Телефонный код — 0445.
Покровителем населённого пункта считается святой Христофор. Праздник ежегодно празднуется 25 июля.

## Города-побратимы
- Маутхаузен, Австрия (1999)